# Pimpinella helosciadoidea
Pimpinella helosciadoidea là một loài thực vật có hoa trong họ Hoa tán. Loài này được H. Boissieu miêu tả khoa học đầu tiên năm 1902.